# Warad-Sin

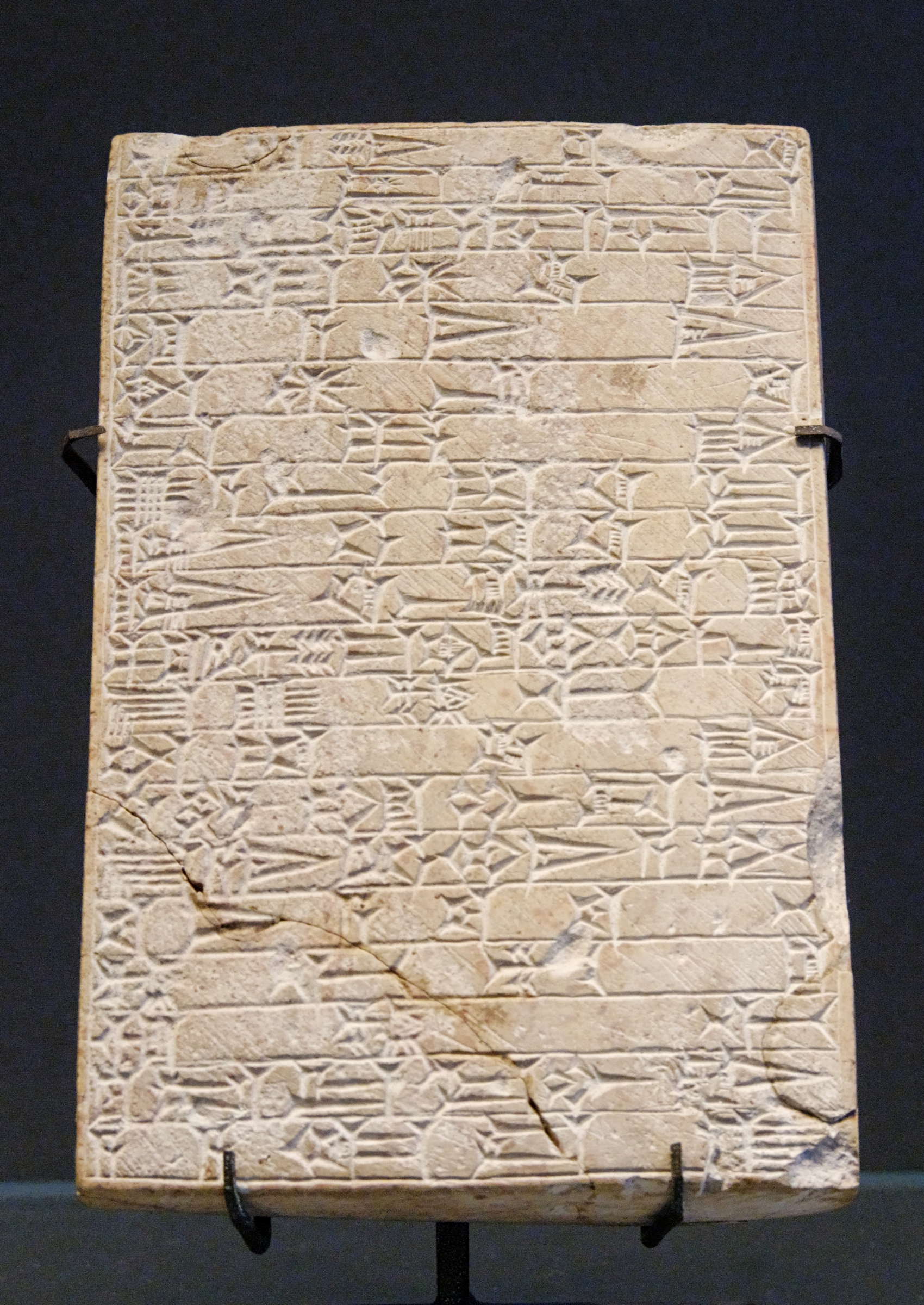
Tabla de fundación de un templo en tiempos de Warad-Sin.

Warad-Sin (transliterado del cuneiforme Ir-en.zu) fue el decimotercer rey de Larsa y Rey de Sumeria y Acad. Fue colocado en el trono por su padre, el jeque de Yamutbal, adda amorreo y conquistador Kudurmabuk, después de que éste liberara la ciudad del gobierno de Kazallu. Fundó una tercera y corta dinastía de una Larsa independiente, gobernando desde 1834 hasta 1823 a. C. según la cronología larga. Es posible que Warad-Sin corrigiera Larsa junto con su padre, ya que el nombre de éste aparece en las inscripciones oficiales. A su muerte fue sucedido por su hermano Rim-Sin I.
Durante su reinado Larsa vivió una época dorada fundada en la mejora de las redes de irrigación, que permitió extender mucho la superficie cultivable. Warad-Sin ordenó la construcción de un gran número de templos y un zigurat, no sólo en Larsa sino también en Ur y Nippur. En Ur construye una nueva y potente muralla. Por el contrario, conquistó Kazallu y destruyó su muralla.
Es posible que Warad-Sin estuviera emparentado con Sin-Eribam, décimo rey de Larsa.
| Predecesor: ¿? | Rey de Larsa 1834 a. C. - 1823 a. C.         | Sucesor: Rim-Sin I |
| Predecesor: ¿? | Rey de Ur 1834 a. C. - 1823 a. C.            | Sucesor: Rim-Sin I |
| Predecesor: ¿? | Rey de Nippur 1834 a. C. - 1823 a. C.        | Sucesor: Rim-Sin I |
| Predecesor: ¿? | Rey de Kazallu ¿? - ¿?                       | Sucesor: ¿?        |
| Predecesor: ¿? | Rey de Sumer y Akkad 1834 a. C. - 1823 a. C. | Sucesor: Rim-Sin I |